# 말레이시아 음반 산업 협회
말레이시아 음반 산업 협회 (RIM, 말레이어: Persatuan Industri Rakaman Malaysia, 영어: Recording Industry Association of Malaysia)
는 말레이시아의 비영리 음악 단체로, 1978년 12월 12일 말레이시아 축음기 제작 협회 (Malaysian Association of Phonograph Producers, MAPP)라는 이름으로 설립되었다. 이후 1980년대 말에 말레이시아 음반 비디오 제작 및 배급 협회 (Malaysian Association of Phonogram and Videogram Producers and Distributors, MAPV)로 명칭을 변경하였으며, 현재 채택된 이름은 1996년부터 사용되고 있다.
말레이시아 음반 산업 협회는 말레이시아의 340개가 넘는 음반 회사와 사업체 등을 대표하고 있으며, 국내외의 음악, 뮤직비디오, MR 등의 제조, 제작, 배급 등에 관여하고 있다. 이는 말레이시아의 음악 시장에서 상업적으로 구할 수 있는 합법적 음반의 95% 정도를 차지하고 있다.
RIM은 내국무역 & 소비자업무부 (MDTCA)의 산하에 있으며, 저작권 테스크포스의 소속이기도 하다. 또한 채임버스 저작권 법 개정위원회의 법무장관 역할을 하기도 했다.
국제 음반 산업 협회 (IFPI)는 RIM을 말레이시아의 국립 단체로 인정하고 있으며, RIM의 의장은 국제 음반 산업 협회의 아시아/태평양 지역 이사회에 속해 있다. 그리고 RIM은 아세안 음악 산업 협회 (AMIA)의 소속이기도 하다.
RIM은 매년 열리는 음악 행사인 아누게라 인더스트리 뮤직 (AIM)을 조직하는 일을 담당해 왔다.

## 인증
RIM은 앨범의 판매량에 따라 골드와 플래티넘 등급을 수여한다. 그 기준은은 아래와 같다.

### 음악 CD
| 등급     | 1997년 1월 1일 이전 | 2000년 1월 1일 이전 | 2003년 1월 1일 이전 | 2006년 1월 1일 이전 | 2009년 1월 1일 이전 | 2009년 1월 1일 이후 |
| -------- | ------------------- | ------------------- | ------------------- | ------------------- | ------------------- | ------------------- |
| 골드     | 100,000             | 50,000              | 25,000              | 15,000              | 10,000              | 7,500               |
| 플래티넘 | 200,000             | 100,000             | 50,000              | 25,000              | 20,000              | 15,000              |

### 디지털 다운로드
| 등급     | 판매량  |
| -------- | ------- |
| 골드     | 75,000  |
| 플래티넘 | 150,000 |

## 음악 차트
2017년부터 RIM은 "RIM 차트"라는 말레이시아에서 사람들이 가장 좋아하는 노래 순위를 매기는 음악 차트를 운영하고 있다. RIM 차트는 말레이시아에서 가장 많이 재생된 국내 및 전세계 노래 상위 20개 목록과 가장 많이 재생된 국내 노래 상위 10개 차트를 별도로 수록하고 있다.

## 같이 보기
- 음악 산업
- 음반 판매 인증 목록